# مارسيل برنار
مارسيل برنار (بالفرنسية: Marcel Bernard)‏ مواليد 18 مايو 1914 في فرنسا - الوفاة 29 أبريل 1994 في باريس، كان لاعب كرة مضرب فرنسي بدأ مسيرته كمحترف سنة 1930 وكان يلعب باليد اليسرى، اعتزل اللعب في 1956. كما أنه أحد أبطال الجراند سلام. أعلى تصنيف له في الفردي كان المركز الـ 5 في سنة 1946.

## النهائيات

### الفردي: الألقاب 1
| النتيجة | السنة | البطولة | المنافس في النهائي | النتيجة في النهائي      |
| الفوز   | 1946  | 1946    | ياروسلاف دروبني    | 3–6, 2–6, 6–1, 6–4, 6–3 |

## روابط خارجية
- مارسيل برنار على موقع رابطة محترفي التنس (الإنجليزية)
- مارسيل برنار على موقع الاتحاد الدولي لكرة المضرب (الإنجليزية)
- مارسيل برنار على موقع كأس ديفيز (الإنجليزية)
- مارسيل برنار على موقع خلاصة التنس.كوم (الإنجليزية)